# Memorial 9 de Novembro
O Memorial 9 de Novembro é um importante monumento, de autoria do arquiteto Oscar Niemeyer, que fica na cidade de Volta Redonda-RJ. Foi inaugurado no dia 1º de Maio de 1989, na Praça Juarez Antunes, na Vila Santa Cecília, em homenagem aos três operários da CSN (William Fernandes Leite, Valmir Freitas Monteiro e Carlos Augusto Barroso), mortos no dia 09 de novembro de 1988, durante conflito com as tropas do Exército, que aconteceu na greve dos operários em 1988.

## História
No dia 7 de novembro de 1988 os metalúrgicos da CSN iniciaram uma greve e ocuparam a Usina Presidente Vargas (UPV). O ato tinha como principais reivindicações a readmissão dos trabalhadores demitidos por perseguição política, a redução de oito para seis horas da jornada de trabalho para as atividades ininterruptas e ainda um reajuste salarial. Só que, durante o ato, na noite de 9 de novembro, o então presidente José Sarney autorizou o Exército a invadir a usina, sob o comando do General José Luiz Lopes. Os militares, então, invadiram a fábrica, atirando nos operários. Dezenas de trabalhadores ficaram feridos e três foram mortos.
O Memorial 9 de Novembro é um pequeno monumento com a assinatura do grande mestre Oscar Niemeyer, em homenagem a esses três operários mortos nesta invasão de 9 de novembro de 1988.
William Fernandes Leite (22 anos), Valmir Freitas Monteiro (27 anos) e Carlos Augusto Barroso (19 anos) foram retratados na obra, inaugurada no dia 1º de Maio de 1989.
O arquiteto pediu ainda que se colocasse a seguinte frase em uma placa: "Um monumento àqueles que lutam pela Justiça e pela Igualdade".
No dia seguinte à inauguração, por volta das três horas da madrugada, o local foi parcialmente destruído por um atentado à bomba. Com a explosão, o memorial, composto por um bloco de concreto com imagem de três corpos em baixo relevo, tombou para frente, ficando preso apenas pelos vergalhões.
Chocado com a violência, o arquiteto foi contra a restauração do monumento. Assim, a pedido do próprio Niemeyer, a obra foi reerguida, mantendo parte de sua destruição, como forma de demonstrar a todos que a arte e a democracia podem parecer frágeis, mas são resistentes e quiçá eternas. Além disso, ele pediu que a seguinte frase fosse acrescentada no memorial: “Nada, nem a bomba que destruiu este monumento, poderá deter os que lutam pela justiça e liberdade”. Foi reinaugurado em 12 de agosto de 1989.

## Localização
O monumento fica localizado na Praça Juarez Antunes, no bairro Vila Santa Cecília, próximo a entrada da CSN.
Coordenadas
- 22° 31' 2.69" S  44° 6' 32.85" W